# Fenton Township (Illinois)
Die Fenton Township ist eine von 22 Townships im Whiteside County im Nordwesten des US-amerikanischen Bundesstaates Illinois. Im Jahr 2010 hatte die Fenton Township 536 Einwohner.

## Geografie
Die Fenton Township liegt im Nordwesten von Illinois, am nördlichen Ufer des Rock River. Der Mississippi, der die Grenze zu Iowa bildet, liegt sich rund 20 km östlich. Die Grenze zu Wisconsin befindet sich rund 100 km nördlich.
Die Fenton Township liegt auf 41°42′35″ nördlicher Breite und 90°02′13″ westlicher Länge und erstreckt sich über 91,4 km², die sich auf 90,4 km² Land- und 1,0 km² Wasserfläche verteilen. 
Die Fenton Township liegt im südwestlichen Zentrum des Whiteside County und grenzt im Norden an die Union Grove Township, im Nordosten an die Mount Pleasant Township, im Osten an die Lyndon Township, im Südosten an die Prophetstown Township, im Süden an die Portland und die Erie Township, im Westen an die Newton Township sowie im Nordwesten an die Garden Plain Township.

## Verkehr
Durch die Fenton Township verläuft in West-Ost-Richtung die Interstate 88, die von den Quad Cities nach Chicago führt. Alle anderen Straßen sind County Roads oder weiter untergeordnete und zum Teil unbefestigte Fahrwege.
In der Fenton Township beschreibt eine Eisenbahnlinie der BNSF Railway, die von den Quad Cities bis hierher entlang des Rock River verläuft, einen Bogen in nördliche Richtung. 
Der nächstgelegene größere Flughafen ist der rund 60 km südwestlich der Township gelegene Quad City International Airport.

## Demografische Daten
Nach der Volkszählung im Jahr 2010 lebten in der Fenton Township 536 Menschen in 217 Haushalten. Die Bevölkerungsdichte betrug 5,9 Einwohner pro Quadratkilometer. In den 217 Haushalten lebten statistisch je 2,47 Personen. 
Ethnisch betrachtet setzte sich die Bevölkerung zusammen aus 95,7 Prozent Weißen, 0,2 Prozent (eine Person) amerikanischen Ureinwohnern, 0,4 Prozent (zwei Personen) Asiaten sowie 1,9 Prozent aus anderen ethnischen Gruppen; 1,9 Prozent stammten von zwei oder mehr Ethnien ab. Unabhängig von der ethnischen Zugehörigkeit waren 2,8 Prozent der Bevölkerung spanischer oder lateinamerikanischer Abstammung. 
23,1 Prozent der Bevölkerung waren unter 18 Jahre alt, 59,9 Prozent waren zwischen 18 und 64 und 17,0 Prozent waren 65 Jahre oder älter. 47,9 Prozent der Bevölkerung war weiblich.
Das mittlere jährliche Einkommen eines Haushalts lag bei 66.771 USD. Das Pro-Kopf-Einkommen betrug 34.379 USD. 3,4 Prozent der Einwohner lebten unterhalb der Armutsgrenze.

## Orte
Neben Streubesiedlung existiert in der Fenton Township mit Fenton eine (gemeindefreie) Siedlung.